# A Mistake in Rustlers
A Mistake in Rustlers è un cortometraggio muto del 1916 diretto da Tom Mix che ne firma anche il soggetto oltre ad esserne l'interprete principale. Gli altri attori erano Victoria Forde, partner abituale di Mix, Sid Jordan, Leo Maloney, Pat Chrisman.

## Produzione
Il film fu prodotto dalla Selig Polyscope Company.

## Distribuzione
Distribuito dalla General Film Company, il film - un cortometraggio in una bobina - uscì nelle sale cinematografiche statunitensi il 21 ottobre 1916 dopo essere stato presentato in prima il 14 ottobre. In Brasile, il film prese il titolo Um Erro em Homens Ativos.